# Galalit

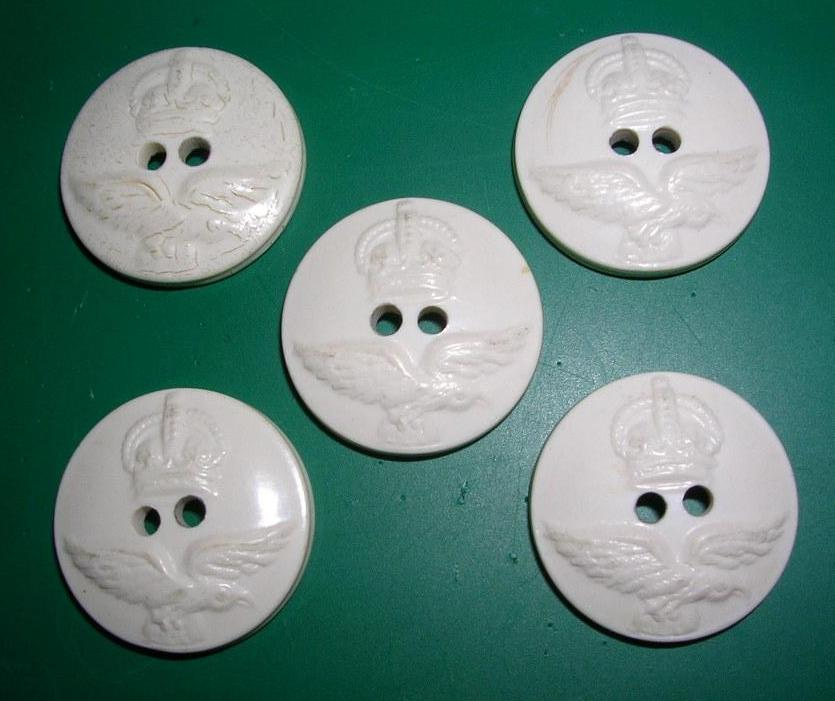
Knoflíky RAAF z bílého galalitu vyrobené před rokem 1953 (Levý, horní knoflík je popraskaný důsledkem zahřívání při praní)

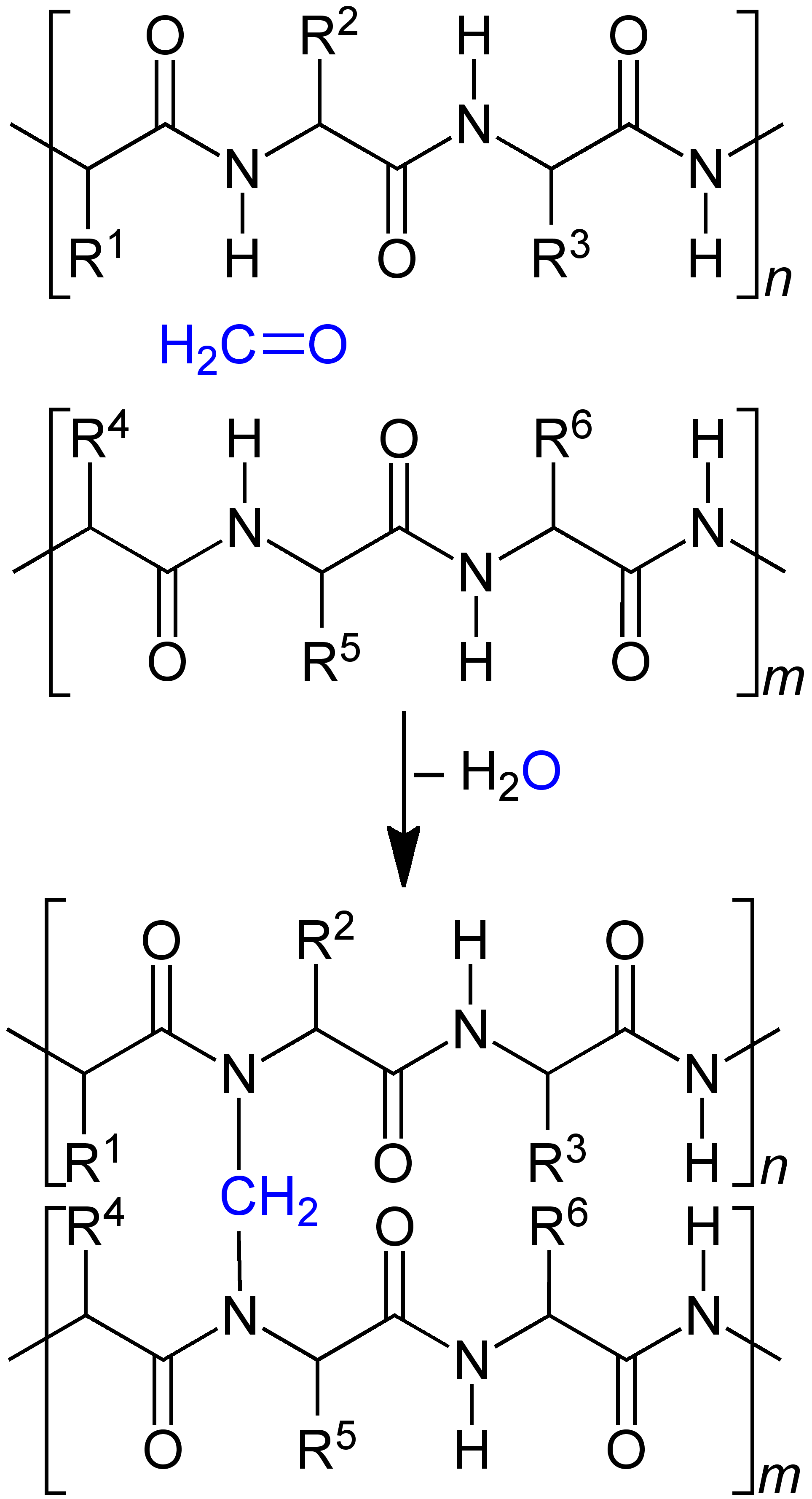

Galalit je tvrdý syntetický plast vyráběný reakcí kaseinu a formaldehydu. Komerční název vznikl z řeckých slov gala (mléko) a lithos (kámen). Galalit je bez pachu, nerozpustný ve vodě, biodegradující, nealergický, antistatický a relativně nehořlavý. Kromě komerčního názvu Galalith se lze setkat také s názvy Syrolit, Erinoid (v UK), Neolyte, Alladinit, Karolith, Inda, Kyloid a Ameroid.

## Objev
V roce 1897 byl pověřen Wilhelm Krische, majitel tiskařského lisu v Hannoveru, k vyvinutí alternativy školní tabule, která by byla omyvatelná a dalo se na ní psát tužkou. Výsledný plast, připomínající rohovinu, vyrobený z kaseinu byl vyvinut ve spolupráci s rakouským chemikem Friedrichem Adolphem Spittelerem (1846–1940) a patentován 15. července 1899 v Německu. Ačkoli se konečný výsledek nehodil k původnímu účelu, na začátku 20. století francouzský chemik Jean-Jacques Trillat objevil způsob jak učinit kasein nerozpustným a to máčením ve formaldehydu.

## Výroba a využití

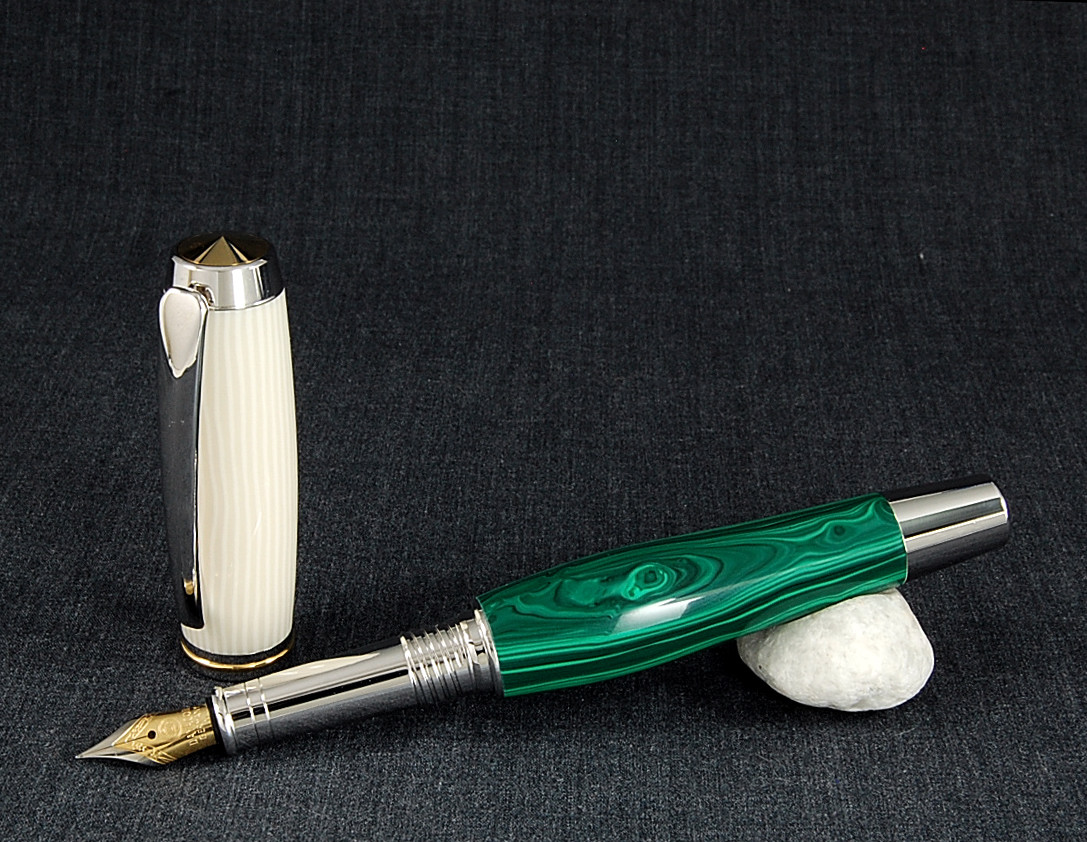
Příklad využití galalitu na víčku pera

Protože galalit nelze dodatečně tvarovat, byl vyráběn v plátech, které byly jednoduché a méně finančně náročné. Galalit lze krájet, vrtat, embosovat a barvit bez jakýchkoli problémů a dosáhnout tak efektního vzhledu. Žádný jiný plast té doby se nemohl rovnat cenovou dostupností se slonovinou, rohovinou a kostí. Proto si galalit našel uplatnění v módním průmyslu.
Tento nový plast byl prezentován v Paříži na Světové výstavě v roce 1900. Ve Francii byl galalit distribuován společností Compagnie Française de Galalithe sídlící blízko Paříže v Levallois-Perret. Výsledkem bylo, že se oblast Jura stala jedničkou ve využití tohoto materiálu, a to schopností napodobit strukturu různých druhů materiálů, včetně slonoviny, rohoviny, želvoviny a dřeva. To vyústilo v revoluci knoflíkového průmyslu.
Pouze v Německu v roce 1913 bylo spotřebováno 30 miliónů litrů mléka k výrobě galalitu a to především ve formě desek, trubek a tyčí. V roce 1914 získala společnost Syrolit Ltd licenci k výrobě ve Spojeném království. Po přejmenování na Erinoid Ltd, započala výrobu v Lightpillské přádelně v Dudbridge.
Galalitem lze velmi věrně imitovat i drahokamy. Roku 1926 Gabrielle “Coco” Chanel zveřejnila obrázek krátkých, jednoduchých, černých šatů v magazínu Vogue. Ty byly do půli lýtek, rovné a dekorované pouze několika diagonálními čarami. Vogue je nazvala "Chanel’s Ford,” podle Modelu T. Malé černé šaty byly jednoduché a dostupné pro ženy všech společenských tříd. K dozdobení šatů Chanel využila galalitového šperku a tím způsobila průlom a masovou popularitu kostýmní bižuterie. Z galalitu byly také vytvářeny neobyčejné šperky, stylu Art Deca umělci jako je Jacob Bengel a Auguste Bonaz, nebo hřebeny a podobně. V 30. letech 20. století byl galalit také používán k výrobě per, rukojetí deštníků, kláves pián (nahrazující slonovinu) a elektroniky. V této době výroba dosáhla 10 000 tun.

## Útlum výroby
I když byl galalit levný, skutečnost, že jej nelze tvarovat, vedla k zániku jeho výroby. Produkce se taktéž snížila za druhé světové války kvůli omezení jeho výroby a využití mléka hlavně jako potravy. Galalit byl posléze vytlačen z trhu ropnými plasty vyvinutými vojenským průmyslem. Výroba galalitu přetrvala v Brazílii do 60. let 20. století.